# Hestetyven fra New Mexico
Hestetyven fra New Mexico er en amerikansk stumfilm fra 1918 af William S. Hart.

## Medvirkende
- William S. Hart - Hawk Parsons
- Jane Novak - Ruth Ingram
- Milton Ross - Connor Moore
- Robert Lawrence - Luke Ingram
- Charles K. French - Sandy Martin